# Алексеевка (Тарасовский район)
Алексеевка — упразднённый хутор в Тарасовском районе Ростовской области. На момент упразднения входит в состав Курно-Липовского сельского поселения. В 1999 году исключен из учётных данных.

## География
Располагался на юго-востоке района, на правом берегу реки Лиманец (приток реки Большой Калитвенец), на расстоянии приблизительно в 7,5 км (по прямой) к юго-востоку от хутора Мартыновка.

## История
По данным на 1926 год хутор Алексеевский состоял из 64 хозяйств. В административном отношении входил в состав Егоро-Калитвенского сельсовета Тарасовского района Шахтинско-Донецкого округа Северо-Кавказского края.

## Население
По данным переписи 1926 года на хуторе проживал 391 человек (198 мужчин и 193 женщины), из которых украинцы составляли 96 % населения.